# Equinacòsid
L'equinacòsid és un fenol. És un glucòsid de l'àcid cafeic de la classe fenilpropanoide. És soluble en aigua i és un metabòlit secundari de les plantes Echinacea angustifolia i Echinacea pallida (amb un 1%) però només es presenta en quantitat de traces a Echinacea purpurea. També s'ha aïllat en Cistanche spp.
Va ser aïllat per Stoll et al. el 1950 de les arrels d'Echinacea angustifolia. Mostra lleugera activitat antibiòtica in vitro contra Staphylococcus aureus i Streptococci.